# Конвенція ООН про права дитини
Конве́нція ООН про права́ дити́ни — юридично обов'язкова міжнародна угода, яка встановлює громадянські, політичні, економічні, соціальні та культурні права кожної дитини, незалежно від її раси, релігії чи здібностей.
Документ складається з 54 статей, що деталізують індивідуальні права осіб віком від народження до 18 років (якщо згідно застосовним законам повноліття не настає раніше) на повний розвиток можливостей в умовах, вільних від голоду і нужди, жорстокості, експлуатації та інших форм зловживань, та те, як уряди мають співпрацювати, щоб зробити їх доступними для всіх дітей. Учасниками Конвенції ООН з прав дитини є Святий Престол і всі держави-члени Організації Об'єднаних Націй, крім США. Конвенція ООН з прав дитини є першим і основним міжнародно-правовим документом обов'язкового характеру, що присвячений широкому спектру прав дитини.
Відповідно до умов конвенції, уряди зобов'язані задовольняти основні потреби дітей та допомагати їм повністю розкрити свій потенціал. Центральним для цього є визнання того, що кожна дитина має основні фундаментальні права:
- Життя, виживання та розвиток;
- Захист від насильства, жорстокого поводження чи зневаги;
- Освіта, яка дозволяє дітям реалізувати свій потенціал;
- Виховуватись своїми батьками або мати стосунки з ними;
- Висловлювати свою думку та бути вислуханим.

Нагляд за виконанням конвенції державами, які її ратифікували здійснює Комітет з прав дитини, який складається з 18 (до 18 листопада 2002 року з десяти) незалежних експертів.
Конвенція ООН про права дитини ухвалена резолюцією 44/25 від 20 листопада 1989 року на 44-й сесії Генеральної Асамблеї Організації Об'єднаних Націй (до 30-ї річниці схвалення та проголошення Декларації прав дитини, яка стала основою конвенції) та набула чинності 2 вересня 1990 року. 
Пізніше до конвенції було додано три факультативні протоколи, які містять додаткові її положення:
1. Щодо участі дітей у збройних конфліктах, схвалений резолюцією ГА ООН 54/263 від 25 травня 2000 року та почав діяти 12 лютого 2002 року;
2. Щодо торгівлі дітьми, дитячої проституції і дитячої порнографії, схвалений резолюцією ГА ООН 54/263 від 25 травня 2000 року та почав діяти 18 січня 2002 року;
3. Щодо процедури повідомлень, схвалений резолюцією ГА ООН 66/138 від 19 грудня 2011 року та почав діяти 14 квітня 2014 року.

У 2009 році світова спільнота відзначала 20-річчя підписання Конвенції ООН про права дитини.

## Україна та Конвенція ООН про права дитини
Конвенція ратифікована Постановою Верховної Ради України № 789ХІІ (78912) від 27 лютого 1991 та набула чинності для України 27 вересня 1991. В 1993 в Києві створено Всеукраїнській комітет захисту дітей. Згідно з Конвенцією в квітні 2001 прийнято Закон про охорону дитинства.
У 2003 та 2005 роках відповідно український Парламент ратифікував два факультативних протоколи до Конвенції:
- про права дитини щодо торгівлі дітьми, дитячої проституції та дитячої порнографії
- щодо участі у збройних конфліктах.

## Історія
Одним з перших кроків Генеральної Асамблеї ООН щодо захисту прав дітей було створення в 1946 році Дитячого фонду ООН (ЮНІСЕФ). Через два роки, в 1948 році Генеральною Асамблеєю була прийнята Загальна декларація прав людини. В її положеннях і положеннях Міжнародних пактів 1966 року, що стосуються прав людини, визнається, що діти є об'єктом особливого захисту.
Але першим актом ООН, що стосуються прав дітей, стала прийнята Генеральною Асамблеєю в 1959 році Декларація прав дитини, в якій були сформульовані десять принципів, що визначають дії всіх, хто відповідає за здійснення всієї повноти прав дітей, і яка мала на меті забезпечення їм «щасливого дитинства» . Декларація проголосила, що «людство зобов'язане давати дитині найкраще, що воно має», гарантувати дітям користування всіма правами і свободами на їх благо і благо суспільства.
До 20-річчя прийняття Декларації прав дитини, ООН проголосила 1979 рік Міжнародним роком дитини. На відзначення цього був висунутий ряд правових ініціатив, в числі яких була пропозиція, зроблена в 1978 році Польщею, розглянути в Комісії з прав людини ООН проєкт Конвенції про права дитини. Автором первинного проєкту був польський професор-міжнародник Адам Лопатка. Робота над текстом проєкту Конвенції велася десять років і завершилася в 1989 році, рівно через тридцять років після прийняття Декларації прав дитини.
Під час роботи над Конвенцією і після її прийняття Генеральною Асамблеєю були організовані наради, в яких брали участь організації, органи та спеціалізовані установи ООН з метою привернути увагу і поширити інформацію про Конвенцію, що має глобальне значення для здійснення прав людини — прав дітей. Конвенція прийнята резолюцією 44/25 Генеральної Асамблеї ООН від 20 листопада 1989, 26 січня 1990 року почалося підписання Конвенції. Конвенція набула чинності 2 вересня 1990 роки після ратифікації її двадцятьма державами. На Віденській конференції з прав людини в 1993 році було прийнято рішення домогтися того, щоб до 1995 року Конвенція стала універсальною для всіх держав.
У 1995 році в пункт 2 статті 43 Конвенції була внесена поправка, що набула чинності в 2002 році.
У 1996 році з ініціативи Франції, день прийняття Генеральною Асамблеєю ООН тексту Конвенції, було вирішено щорічно 20 листопада відзначати як День прав дитини.
У 2000 році були прийняті і в 2002 році набули чинності два факультативних протоколи конвенції — про участь дітей у збройних конфліктах (150 країн-учасниць на жовтень 2012 року) і про торгівлю дітьми, дитячої проституції і дитячої порнографії (160 країн- учасниць на жовтень 2012 року). У грудні 2011 року Генеральна Асамблея ООН прийняла третій факультативний протокол, який був відкритий для підписання в 2012 році і набере чинності при досягненні числа в десять країн-учасниць. Протокол передбачає можливість розгляду Комітетом з прав дитини скарг на порушення Конвенції країнами-учасницями цього протоколу.

## Основні положення

### Перша частина
Статті 1-4 визначають поняття «дитина», стверджують пріоритетність інтересів дітей та зобов'язання держав-учасниць вживати заходи для вільного від дискримінації здійснення прав, закріплених у Конвенції.
Статті 5-11 визначають перелік прав на життя, ім'я, громадянство, право знати своїх батьків, право на піклування батьків, права та обов'язки батьків по відношенню до дітей.
Статті 12-17 містять права дітей на вираження своїх поглядів, право на існування власного майна, на свободу думки, совісті і релігії, асоціацій і мирних зборів, доступ дитини до поширення інформації.
Статті 18-27 визначають обов'язки держави щодо допомоги батькам і законним опікунам, а також захисту дітей від жорстокого поводження з боку осіб, що піклуються про них, права дітей, позбавлених сімейного оточення або усиновлюваних, неповноцінних в розумовому або фізичному відношенні, біженців, права дітей на охорону здоров'я, соціальне забезпечення і рівень життя, необхідний для їх розвитку.
Статті 28-31 закріплюють права дітей на освіту, користування рідною мовою і культурою, сповідування своєї релігії, відпочинок і дозвілля.
Статті 32-36 встановлюють відповідальність держави у захисті прав дітей від експлуатації, незаконного вживання наркотиків, спокушання, викрадення і торгівлі дітьми.
Статті 37-41 забороняють застосовувати смертну кару і довічне тюремне ув'язнення без можливості звільнення за злочини, що були вчинені до 18 років, забороняють тортури і принизливі покарання для дітей, визначають права дитини при її звинуваченні в злочинних діяннях або позбавлення волі, а також права дітей на захист під час збройних конфліктів і війн. Держави зобов'язані вживати заходи щодо реабілітації та соціальної реінтеграції дітей-жертв, яких зневажали, експлуатували чи зловживали, і зберігають за собою право захисту прав дитини на більш високому рівні, ніж передбачено Конвенцією.

### Друга частина
Статті 42-45 розповідають про Комітет з прав дитини, про його структуру, функції, права та обов'язки, а також зобов'язують держави інформувати дітей та дорослих про принципи і положення Конвенції.

### Третя частина
Статті 46-54 вказують вирішення процедурно-правових проблем дотримання державами положень Конвенції. На відміну від багатьох конвенцій ООН, Конвенція з прав дитини доступна для підписання всіма державами, тому її учасником може стати той, хто не є членом ООН.
Новаторство Конвенції полягає насамперед у тому обсязі прав, визначених для дитини. Деякі з прав вперше були зафіксовані саме в Конвенції.

### Про право на освіту
Конвенція в ст. 28 гарантує дітям безкоштовну і обов'язкову початкову освіту і вимагає від держав-членів ООН заохочення розвитку різних форм середньої освіти, як загальної, так і професійної, забезпечення його доступності для всіх дітей та вжиття необхідних заходів, таких як введення безоплатної освіти.

### Про виховання дітей
Невід'ємну частину освіти становить виховання. Серед завдань сімейного виховання Конвенція (ст.18) вимагає, щоб "докладалися всі можливі зусилля до того, щоб забезпечити визнання принципу загальної та однакової відповідальності обох батьків за виховання і розвиток дитини. Батьки, або у відповідних випадках законні опікуни, несуть основну відповідальність за виховання і розвиток дитини. Найкращі інтереси дитини є предметом їх основного піклування".
Ст.20 визначає завдання суспільного виховання дітей (догляду за ними), що залишилися без батьків. «Такий догляд може включати, зокрема, передачу на виховання, усиновлення або, у разі необхідності, направлення до відповідних установ за доглядом над дітьми. При розгляді варіантів зміни необхідно належним чином враховувати бажаність наступництва виховання дитини та її етнічне походження, релігійну і культурну належність, рідну мову».
Ст.21 Конвенції визначає права дитини при усиновленні в іншій країні: "усиновлення в іншій країні може розглядатися як альтернативний спосіб догляду за дитиною, якщо дитина не може бути передана на виховання або в сім'ю, яка могла б забезпечити її виховання або усиновлення, і якщо забезпечення якогось потрібного догляду в країні походження дитини є неможливим ".
Принциповою у забезпеченні прав дітей на виховання є ст. 29 цього документа. Практично в ній регламентуються для країн-учасниць пріоритети мети суспільного виховання: a) розвиток особи, талантів, розумових і фізичних здібностей дитини в найповнішому обсязі; b) виховання поваги до прав людини і основних свобод, а також принципів, проголошених у Статуті Організації Об'єднаних Націй; c) виховання поваги до батьків дитини, її культурної самобутності, мови та цінностей, до національних цінностей країни, в якій дитина проживає, країни її походження та до цивілізацій, відмінних від її власної; d) підготовку дитини до свідомого життя у вільному суспільстві в дусі розуміння, миру, терпимості, рівноправності чоловіків і жінок і дружби між усіма народами, етнічними, національними і релігійними групами, а також особами з корінного населення; e) виховання поваги до навколишнього середовища, природи.

## Україна та Конвенція ООН про права дитини
- Україна взяла на себе ряд зобов'язань з покращення добробуту дітей — зокрема, підписавши Конвенцію ООН про права дитини. Ця Конвенція була ратифікована Постановою Верховної Ради України № 789-XII від 21 лютого 1991 року та набула чинності для України 27 вересня 1991 року. Крім того, у 2003 та 2005 роках відповідно український Парламент ратифікував два факультативних протоколи до Конвенції про права дитини щодо торгівлі дітьми, дитячої проституції та дитячої порнографії та щодо участі у збройних конфліктах, які з того часу стали частиною національного законодавства.

Періодично, один раз на чотири роки, Україна звітує перед Комітетом ООН з прав дитини про дотримання положень згаданої Конвенції.
Охорону дитинства в Україні визначено стратегічним загальнонаціональним пріоритетом. Протягом 2002—2006 рр. державою було здійснено суттєві кроки на шляху до захисту прав дітей, керуючись при цьому принципами першочергової турботи про дітей, пріоритетності прав дитини. Державна політика в Україні у сфері дитинства була протягом зазначених років спрямована на:
- удосконалення нормативно-правової бази охорони дитинства, в тому числі імплементацію норм міжнародного права до національного законодавства;
- реформування державної системи влаштування дітей-сиріт і дітей, позбавлених батьківського піклування;
- посилення соціального захисту малозабезпечених сімей з дітьми;
- розвиток мережі закладів і установ, що працюють в інтересах дітей;
- посилення міжсекторальної співпраці органів державної влади та посилення їх взаємодії з громадськими організаціями, які опікуються проблемами дитинства;
- посилення державного контролю і захисту дітей від жорстокого поводження, насильства й експлуатації;
- боротьбу з ВІЛ/СНІДом.

В Україні підвищилась увага з боку державних органів до соціальних проблем дитинства та захисту прав дітей як на політичному, так і законодавчому рівнях. Уряд України продовжує здійснювати заходи, спрямовані на приведення внутрішнього законодавства й практики у відповідність до принципів і положень Конвенції ООН про права дитини. Загалом в Україні законодавчо визначені та реалізуються на практиці засоби захисту прав дітей. Відповідно до законодавства дитина має право особисто звернутися до органу опіки та піклування, служби у справах дітей, центрів соціальних служб для сім'ї, дітей та молоді, інших уповноважених органів за захистом своїх прав, свобод і законних інтересів (стаття 10 Закону України «Про охорону дитинства»). Крім цього, дитина має право звернутися за захистом своїх прав та інтересів безпосередньо до суду, якщо вона досягла чотирнадцяти років (стаття 152 Сімейного кодексу України).
Невирішеним для України залишилося і питання визначення обсягу та частки державних бюджетних коштів, що асигнуються на дітей через державні й приватні установи і організації для оцінювання ефективності таких асигнувань, а також їх вплив на доступність, якість і ефективність послуг для дітей у різних секторах (п.18 с Заключних зауважень та рекомендацій). Проте, певні позитивні зміни в цьому питанні сталися протягом наступних років.